# Регионален исторически музей (Хасково)
Вижте пояснителната страница за други значения на Регионален исторически музей.
Регионалният исторически музей в Хасково се намира на площад „Свобода“ 19 в централната част на града.

## История
Началото на музейното дело в Хасково е поставено през 1927 година с основаването на Археологически комитет. Първите уредници са учителят Иван Карагяуров и художникът Димитър Иванов – Лицо. От 1935 година официалното название е „Хасковски археологически музей“. До 1975 година музеят се помещава в Кирковото училище когато е открита нова сграда, оборудвана с кабинети, фондохранилища и експозционна площ.

## Отдели

### Археология
Дейността на отдела е съсредоточена в три главни направления: фондова – включва съхраняване на движимите културни ценности на територията на Хасковска област; експозиционна – свързана с представянето културните ценности, както и информация за миналото на региона пред широката публика; и изследователска, която включва осъществяване на археологически разкопки, теренни издирвания, научна обработка на материалите от фонда.

### България през XV-XIX век
Предмет на неговата дейност е съхраняването в музейните фондове, проучването и представянето на историята на Хасковския край от падането на България под Османска власт до Съединението на Княжество България и Източна Румелия. Отделът разполага с ценни образци на културно-историческото наследство: огнестрелно и хладно оръжие, монети, знамена и др.

### Нова история на България
Това е първият официално създаден отдел на Хасковския музей. Основният фонд на отдела съхранява както отделни експонати, така и цели колекции. През годините в неговите фондове постъпват десетки хиляди експонати, разкриващи обществено-политическия, стопанския и културен живот на селищата в Хасковска област, както и биографиите на различни личности.

### Най-нова история на България
Предмет на дейност на отдела е съхраняването, проучването и представянето на съвременната история на Хасковска област. Хронологическите рамки на периода обхващат времето от средата на 40-те години на ХХ век до настоящия момент. Тематично материалите отразяват стопанското, общественото, политическото и културното развитие на Хасковския регион.

### Етнография
Отдел „Етнография“ е създаден през 1962 година. Научният архив разполага с над 22 000 машинописни страници, съдържащи информация за традиционните празници в областта, народна вяра, медицина, песенен и инструментален фолклор, фолклорна поезия и проза, като и снимков материал, илюстриращ богатството на духовната култура от средата на ХІХ до средата на ХХ век.

### Реставрация
В ателието се реставрират и консервират експонати от всички отдели: находки от антична и средновековна керамика; ценности от метали, дърво, камък, текстил; икони и йерусалими. Освен това отделът отговаря за контрола на температурата и влажността в експозициите, както и за тяхното естетическо оформление.

## Експозиции
- Археология
- История на България през XV-XIX век
- Хасковски будители
- Тракийско изкуство в източните Родопи
- Градски бит от следосвобожденската епоха
- Етнография